# 巴比
巴比（法語：Baby，法語發音：[babi] ⓘ）是法国塞纳-马恩省的一个市镇，属于普罗万区。

## 地理
巴比（48°23'48"N, 3°20'32"E）面积4.12 平方千米，位于法国法蘭西島大區塞纳-马恩省，该省份为法国北部内陆省份，北起瓦兹省，西接埃松省、马恩河谷省、塞纳-圣但尼省和瓦兹河谷省，南至卢瓦雷省，东南接约讷省，东临马恩省和奥布省，东北接埃纳省。
与巴比接壤的市镇（或旧市镇、城区）包括：小维勒诺克斯、佩尔瑟内日。

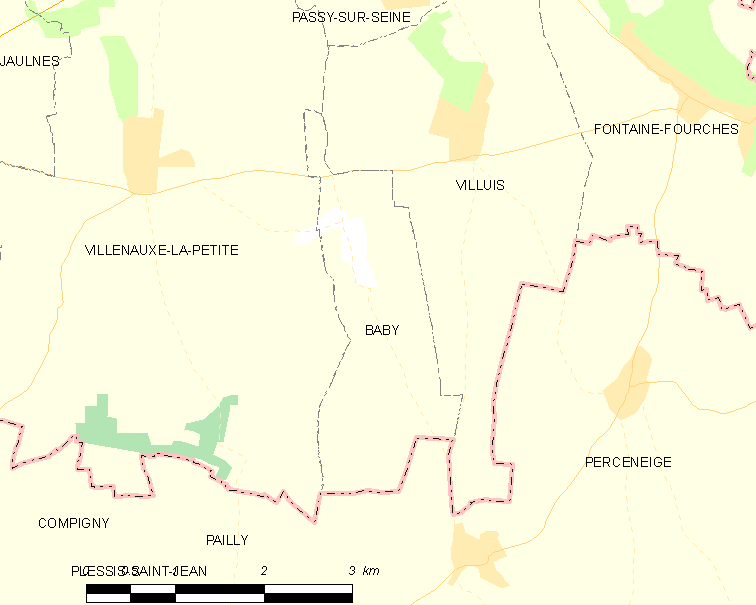
巴比的OSM定位图

巴比的时区为UTC+01:00、UTC+02:00（夏令时）。

## 行政
巴比的邮政编码为77480，INSEE市镇编码为77015。

## 政治
巴比所属的省级选区为普罗万县。

## 人口

1962-2008年间巴比人口变化图示

巴比于2022年1月1日时的人口数量为112人。